# Tunis Campbell
Pour les articles homonymes, voir Campbell.
Tunis Gulic Campbell Sr., né le 1er avril 1812 à Middlebrook, New Jersey (en) et mort le 4 décembre 1891 à Boston, est un homme politique américain.
Juge de paix, délégué à la Convention constitutionnelle de l'État de Géorgie, sénateur de l'État de Géorgie durant la reconstruction, Afro-américain, il avait formé une milice de 400 personnes pour le protéger du Ku Klux Klan.

## Biographie
Né à Middlebrook dans le New Jersey, fils d'un forgeron, il a neuf autres frères et sœurs.
Employé comme serveur principal à l' Howard Hotel (en) de New York au milieu du XIXe siècle (au moins de 1842 à 1845), il écrit en 1848 un guide sur la gestion hôtelière. Ce travail est à la fois une collection de recettes culinaires et un programme pour organiser les travailleurs afro-américains au sein du monde hôtelier.
En mars 1865, le Congrès établit un Bureau des réfugiés, des affranchis et des terres abandonnées et nomme Tunis Campbell pour superviser les revendications territoriales et la réinstallation sur les îles de Géorgie, notamment Ossabaw, Colonels Island, Georgia (en), Saint-Catherine Island et Sapelo Island. Lorsque les planteurs de Géorgie, grâce au pardon du président Andrew Johnson, reprennent les îles en 1866, Campbell achète 1 250 acres à Belle Ville (en) dans le comté de McIntosh où il crée une association de propriétaires fonciers noirs, ce qui établit des colonies sur les îles.
Pour aider les affranchis à voter, Campbell est nommé en 1867 au Board of Registration de Géorgie. Il est élu sénateur d'État en Géorgie l'année suivante. Il fait également campagne pour que son fils Tunis Gulic Campbell Jr. soit un représentant de l'État. Les deux hommes l'emportent, mais sont expulsés de leurs fonctions parce qu'une majorité des législateurs blancs de Géorgie sont convenus que les Noirs n'avaient pas le droit d'exercer leurs fonctions.
Campbell Sr. reprend ses fonctions en 1871, mais n'est pas réélu en 1872. Il est alors emprisonné dans un camp de travail en Géorgie avant de fuir l'État. Il rédige alors son auto-biographie qui est publiée en 1877.